# Otón II de Brandeburgo
Otón II (después de 1147 - 4 de julio de 1205), llamado el Generoso (en alemán: der Freigiebige), fue el tercer margrave de Brandeburgo desde 1184 hasta su muerte.

## Biografía

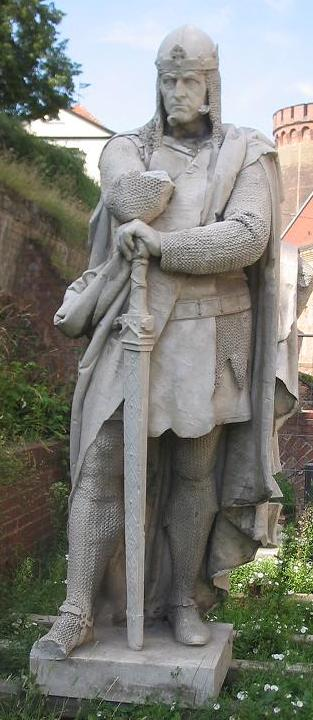
Otón II por Joseph Uphues (1898) de la antigua Siegesallee, Berlín

Otón II perteneció a la Casa de Ascania como el hijo mayor de Otón I y Judit, una hija del duque de Polonia piasta Boleslao III.

### Margrave de Brandeburgo
Después de suceder a su padre, mejoró la defensa y asentamiento de Brandeburgo y emprendió campañas contra los eslavos y Canuto VI de Dinamarca. En el invierno de 1198-99 devastó la Pomerania ocupada por los daneses y consolidó sus ganancias territoriales en el año posterior con una campaña que oprimió a Rügen y amenazó Hamburgo. En 1200 y 1203, apoyó al rey Hohenstaufen Felipe de Suabia contra el emperador güelfo, Otón IV.

### Sucesión
Después de su muerte, su hermano Alberto II heredó el margraviato.